# Осипов Веніамін Саватійович
Веніамін Саватійович Осипов (22 червня 1940, село Иб Сиктивдинського району, тепер Республіка Комі, Російська Федерація) — радянський діяч, секретар Комі обласного комітету КПРС, 1-й заступник голови Ради міністрів Комі АРСР. Член Центральної контрольної комісії КПРС у 1990—1991 роках. Депутат Верховної ради Комі АРСР.

## Життєпис
У 1960 році закінчив Ухтинський лісотехнічний технікум Комі АРСР.
У 1960 році працював слюсарем Ясногського ліспромгоспу комбінату «Вичегдалісосплав».
З 1960 по 1963 рік служив у Радянській армії.
Член КПРС з 1963 року.
У 1963—1965 роках — інженер Управління Міністерства охорони громадського порядку Комі АРСР.
У 1965—1968 роках — інструктор, заступник завідувача відділу Комі обласного комітету ВЛКСМ.
У 1968—1972 роках — інструктор Комі обласного комітету КПРС.
У 1972 році закінчив Ленінградську Вищу партійну школу.
У 1972—1980 роках — інструктор, завідувач відділу Сиктивдинського районного комітету КПРС; голова виконавчого комітету Сиктивдинської районної ради народних депутатів.
У 1980—1983 роках — 1-й секретар Сиктивдинського районного комітету КПРС Комі АРСР.
У 1983—1985 роках — 1-й заступник голови Ради міністрів Комі АРСР.
У 1985—1986 роках — секретар Комі обласного комітету КПРС.
У 1986—1987 роках — інспектор ЦК КПРС.
У 1987—1989 роках — секретар Комі обласного комітету КПРС.
У 1989 — січні 1991 року — 2-й секретар Комі обласного комітету КПРС.
З січня 1991 року — начальник регіонального відділу Державного комітету РРФСР із соціально-економічного розвитку Півночі.
Подальша доля невідома.